# 百合華
百合華（ゆりか、1986年5月27日 - ）は、日本のキャバクラ嬢、および女性誌『小悪魔ageha』などを活動舞台としてきたファッションモデル。

## 来歴
京都の宇治に出生。高等学校在学中の18歳当時に地元の宇治にてキャバクラの仕事を開始。やがて木屋町の店と掛け持ちするようになるも、それが宇治の店側に知れてしまったことから木屋町の店に専念。この木屋町の店には合わせて半年ほど勤務した。
しばらくの休業期間を経たのち、その木屋町の店と同系列の新店舗が祇園に開業、それに伴う形で、その新店舗での勤務を開始するも、肌に合わなかったということで祇園内のクラブに移籍。この時期には既に『小悪魔ageha』への登場を開始していた。
以降『小悪魔ageha』や『Men's SPIDER』などの雑誌への露出にあわせて、ファッションショーや各種イベントへの出場を重ね、2010年になるとテレビ大阪の『えらばん』というバラエティ番組への出演を開始。3月にはシングルCD『STORY』を発売。自身初の歌手活動であった。
2011年にはヘッドドレスや美容アイテムを扱うセレクトショップを自身で開業。『ラブリー』と題した店で新京極に営業中。
2012年12月、ペニーオークション詐欺事件に関与した芸能人の一人としてインターネット上に名前が挙がり、同月には当人のブログから該当記事が削除された。

## 出演

### 雑誌
- 小悪魔ageha（インフォレスト）専属[8]
- Men's SPIDER （リイド社）
- Yukai+

### イベント等
- ショー

『Men's SPIDER PRESENTS「融合と革命の嵐」』（2009年4月）
『REAL Night Style Collection』（2009年12月）
- イベント

『Combination×Men's SPIDER 〜有蝶天〜』（2009年6月）
『BON DANCE』（2009年8月）
『Yukai＋大作戦 2009夏の陣』（2009年9月）
『PRiSiLA』（2009年11月）
格闘技イベント『我武者羅』（2009年12月）
『ロベリアnight』（2010年2月）
『HOUSE NATION』（2010年5月）
『Nail in 通天閣』（通天閣、2010年6月） 共/家村マリエ、みきてぃ

### テレビ番組
- ガチドラバラエティー 熱血!ちゃやまち広告社（毎日放送、2007年12月12日）
- ありえへん∞世界（テレビ東京）
- アゲッCHAO!（テレビ大阪）